# Guilherme Schüch
Guilherme Schüch, posteriormente Guilherme Capanema, primeiro e único barão de Capanema, (Ouro Preto, 17 de janeiro de 1824 — Rio de Janeiro, 28 de julho de 1908) foi um militar, naturalista, engenheiro e físico brasileiro, responsável pela instalação da primeira linha telegráfica do Brasil. Foi bisavô do político Gustavo Capanema (1900-1985).

## Biografia
Filho do austríaco Rochus Schüch, natural da Morávia, que veio para o Brasil em 1817 como integrante da comitiva da Princesa Leopoldina, e da suiça Josefina Roth, que seu pai conhecera na colônia de Nova Friburgo.
Guilherme Schüch casou com Eugénie Amélie Delamare, nascida em Havre de Grace, França, em 12 de julho de 1824, filha de Charles Robert Delamare e Reine Germaine Virginie, falecida no Rio de Janeiro em 12 de abril de 1907. O casal teve três filhos: Paulina, Guilherme e Gustavo S. Capanema (1844-1881), médico e político.
Em 1841 foi enviado para a Europa, aos cuidados do Visconde de Barbacena, para estudar engenharia. Depois de 60 dias, pois a navegação se fazia a vela, chegou à Inglaterra, onde o ministro brasileiro Sr. Marquês Lisboa o fez seguir para Antuérpia e dali diretamente para Munique. Ali o ilustre botânico von Martius e o zoólogo Spix lhe prestaram bons serviços, encaminhando-o nos seus estudos. A viagem de Antuérpia a Munique foi feita de carruagem, pois ainda não existiam na época estradas de ferro. Cursou todas as matérias do curso técnico da Escola Politécnica de Viena e depois a Academia de Minas de Freiberg entre 1846 e 1847. Formou-se doutor em matemática e ciência pela antiga Escola Militar do Rio de Janeiro.
De volta ao Brasil Guilherme frequentemente visitava o Imperador, que insistia por essas visitas para aperfeiçoar-se, dizia ele, na conversação da língua alemã. Em uma das visitas, o Sr. Manuel de Araújo Porto Alegre, barão de Santo Ângelo, informou ao Imperador que o dr. Azeredo Coutinho era de opinião que o Dr. Guilherme Schüch devia ser nomeado para uma das cadeiras vagas da Escola Central, indicando a de mineralogia. O coronel Pedro de Alcântara Bellegarde, comandante da Escola Central, opinou para que sua nomeação fosse feita, devendo ela ser confirmada no fim do ano, se assim decidisse a congregação. Dom Pedro II mandou que o Dr. Guilherme Schüch se apresentasse ao ministro da Guerra. Havia, porém, um impedimento: é que a lei dispunha que o magistério só poderia ser exercido por engenheiros formados pela Escola Central. O Ministro da Guerra resolveu o caso, lembrando que o Dr. Guilherme Schüch deveria ser sujeito a um exame do conjunto de matérias, inclusive arte militar. O Dr. Guilherme deliberou, então, estudar a arte militar e para isto adquiriu os livros necessários e foi passar uma temporada na fazenda da família Pais Leme.
De volta, sujeitou-se aos exames exigidos pelo ministro da Guerra, nos quais foi aprovado e em seguida nomeado lente substituto da Escola Central. Foi também professor de física e de mineralogia na Escola Militar.
Foi responsável pela fundação, em 11 de maio de 1852, do Telégrafo Nacional, sendo seu primeiro diretor. O engenheiro Schüch comandou a instalação das primeiras redes telegráficas do norte do Brasil.

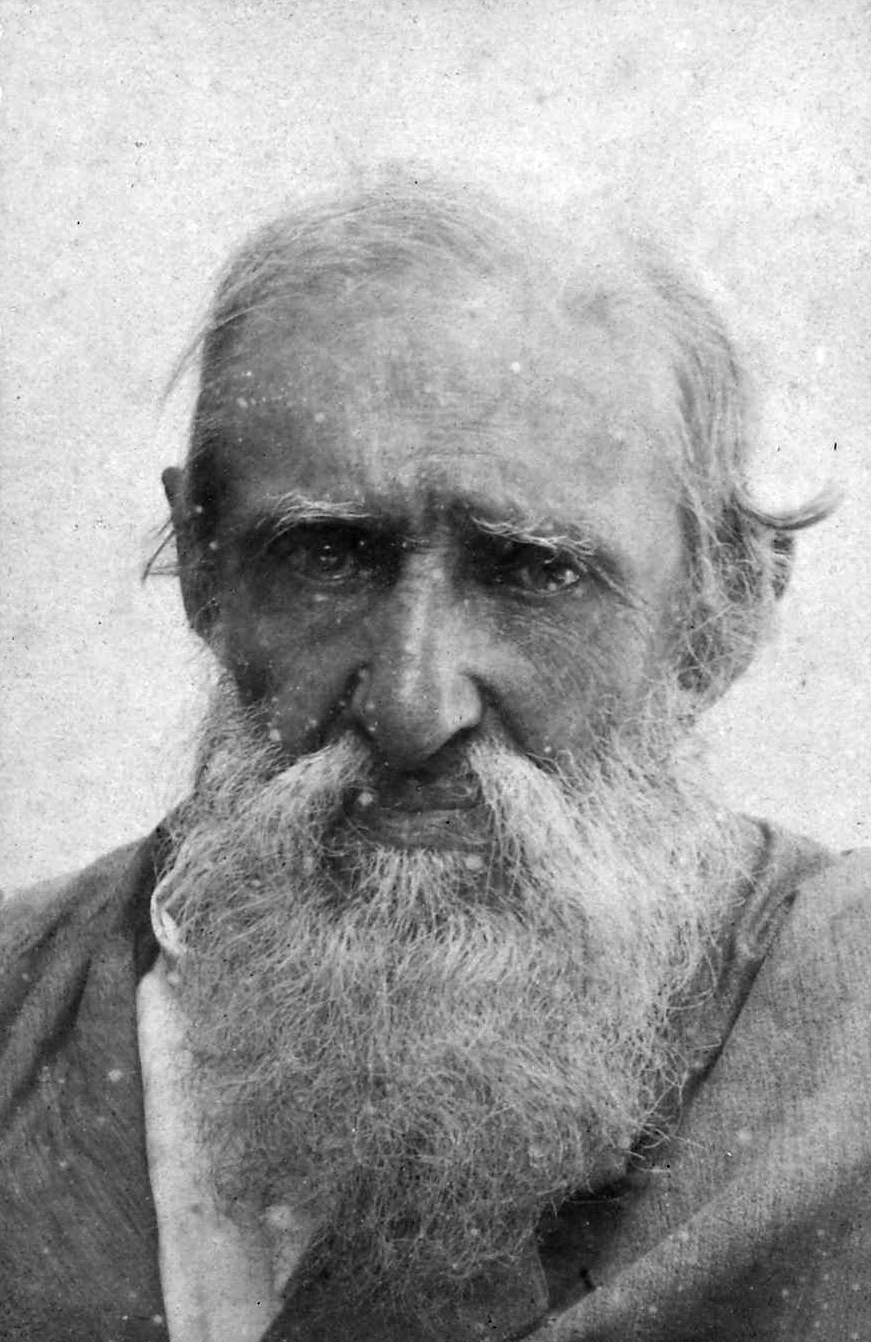
Barão já em idade avançada; 1904.

Engenheiro militar, na década de 1850 conseguiu fabricar munição para os fuzis Dreyse utilizados na Guerra contra Oribe e Rosas, segredo militar prussiano. Também realizou diversas experiências com foguetes, tendo fabricado alguns foguetes de Halle por volta de 1852.
Em 1855 fez várias experiências com os foguetes de Halle junto com José Mariano de Mattos. No mesmo ano foi enviado à Bélgica com ordens de "comprar 1.200 fuzis, 1.000 clavinas com baionetas, sabres, e 500 clavinas sem baionetas, sendo todo o armamento "a Minié".
Membro da Sociedade Velosiana de Ciências Naturais, onde participava da comissão de botânica, sugeriu sua fusão ao Instituto Histórico e Geográfico do Brasil, o que não aconteceu. Tendo a sociedade se desmembrado, parte dos sócios, incluindo Guilherme, fundou então a Sociedade Palestra Científica do Rio de Janeiro, que teve sua primeira sessão em 25 de junho de 1856.
Participou da Comissão Científica do Instituto Histórico e Geográfico do Brasil, criada em 1856, onde foi diretor da Seção Geológica e Mineralógica.
Em 1863 foi enviado à Real Fábrica de Ferro de Ipanema, em Iperó, perto de Sorocaba, tendo revitalizado-a. 
Notando a dificuldade que havia em Minas Gerais de pronunciarem seu nome alemão, resolveu adotar o sobrenome de "Capanema", pertencente a uma serra e povoado daquela província, e nas vizinhanças de Ouro Preto.
Em 1889 com a Proclamação da República se aposentou da direção do Telégrafo Nacional. Em 1903 foi nomeado diretor do Jardim Botânico do Rio de Janeiro.
Como empresário, inventou e produziu o Formicida Capanema, contra a saúva, comercializado até o início do século XX; também proprietário de uma fábrica de papel chamada Fábrica Orianda, situada em Petrópolis.

## Homenagens
Em homenagem à sua mediação no conflito entre Brasil e Argentina pela posse da região do rio Iguaçu, uma localidade do Paraná recebeu o nome de Capanema. Assim, configurou-se um caso em que um topônimo originou um antropônimo que, por sua vez, foi posteriormente motivo para a denominação de um outro nome de lugar.
Em 1877, o botânico João Barbosa Rodrigues homenageou Guilherme Schüch de Capanema, seu amigo, dando o nome de Capanemia a um novo gênero de orquídeas descrito em seu livro Genera et Species Orchidearum Novarum.
Recebeu o título de barão em 26 de fevereiro de 1881 por decreto de Dom Pedro II, também das comendas da Imperial Ordem da Rosa e da Imperial Ordem de Cristo. 
Em 03 de novembro de 1965, a 1ª Companhia de Comunicações se transformou em 1º Batalhão de Comunicações de Exército, herdando a denominação histórica de BARÃO DE CAPANEMA, atualmente Batalhão Escola de Comunicações - BEsCom 